# Breanna Sinclairé
Breanna Sinclairé (nascido em c. 1991) é uma cantora Americana transexual com base na Califórnia. Em junho de 2015, ela se tornou a primeira mulher transexual a cantar o hino nacional Americano em um evento desportivo profissional.

## Biografia
Sinclairé foi criada em Baltimore por pais que tocou vários instrumentos musicais. Ele foi, acima de tudo, sua avó, que incentivou Sinclairé a cantar no coral da igreja Batista e o interesse de ópera, gravações de reprodução de Africano-Americano de cantores incluindo Jessye Norman, Marian Anderson e Leontyne Price. Sua avó, que também a levou para ver sua primeira ópera Madame Butterfly, e a ajudou a se inscrever no Baltimore School for the Arts. Apesar de seu interesse em ópera, a mãe mandou-a para Kingswood Universidade de New Brunswick, no Canadá, na esperança de que ela iria se tornar um pastor.
Sinclairé logo deixou a escola, passar vários meses em Nova York antes que ela finalmente conseguiu alcançá-la cantando aspirações depois de obter uma bolsa de estudos do California Institute of the Arts. Durante seu último ano, ela começou sua, por vezes, dolorosa transição, mas encontrou o encorajamento por definir suas vistas sobre o papel principal em Carmen Ela passou a receber o grau de mestre no conservatório musical de São Francisco, em 2014, assistido em particular por Ruby Prazer.
Em junho de 2015, Sinclairé fez história ao se tornar a primeira mulher transexual a cantar The Star-Spangled Banner em um evento desportivo profissional, quando ela cantou em Oakland Athletics Stadium para uma multidão de 30.000 para um jogo entre o Oakland Athletics e o San Diego Padres.
Sinclairé é o tema de um documentário, Mezzo, que exibiu em 2016 Festival de Cinema de transexuais de São Francisco.